# Leichtathletik-Europameisterschaften 1934/Zehnkampf der Männer

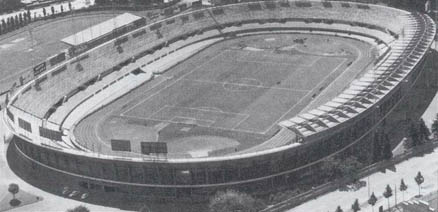
Turiner Olympiastadion – damalige Bezeichnung
Stadio Benito Mussolini

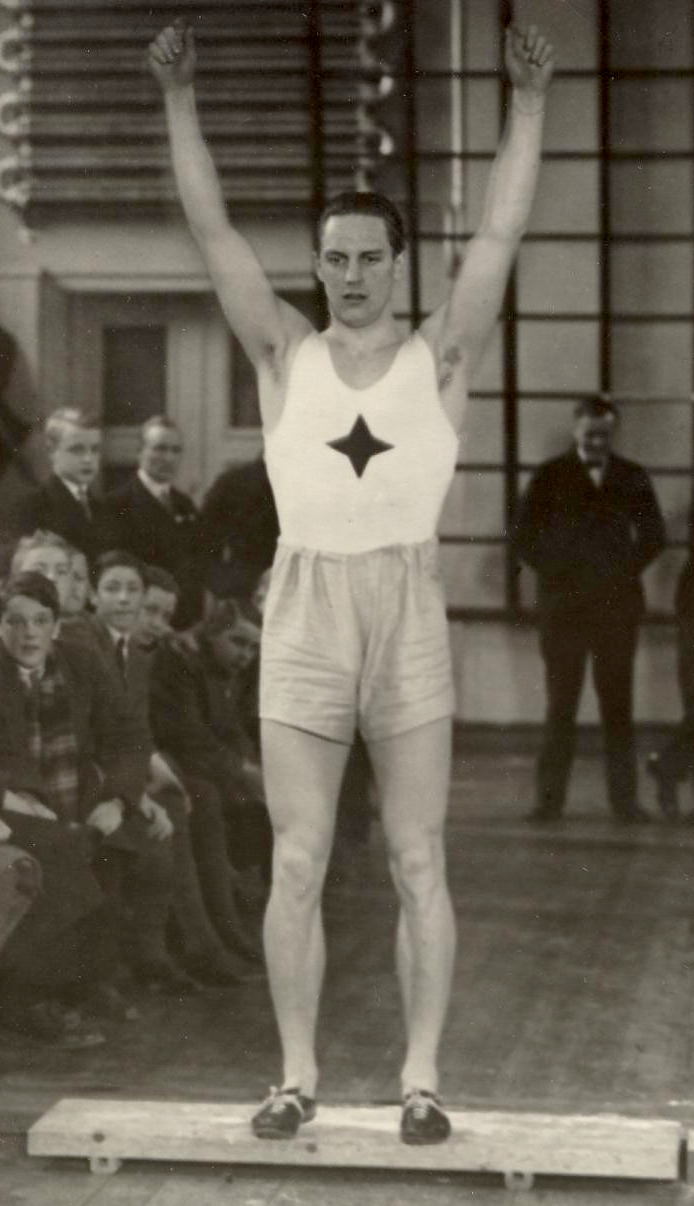
Vizeeuropameister Leif Dahlgren

Der Zehnkampf der Männer bei den Leichtathletik-Europameisterschaften 1934 wurde am 8. und 9. September 1934 im Turiner Stadio Benito Mussolini ausgetragen.
Europameister wurde der deutsche Weltrekordler Hans-Heinrich Sievert. Der Schwede Leif Dahlgren gewann die Silbermedaille. Bronze ging an den Polen Jerzy Pławczyk.

## Rekorde

### Bestehende Rekorde
| Weltrekord Europarekord | 8790,46 P 1920er Wertung                            | 7147 P 1985er Wertung                               | Hans-Heinrich Sievert                               | Hamburg, Deutschland                                | 8. Juli 1934                                        |
| EM-Rekord               | Einen Europameisterschaftsrekord gab es noch nicht. | Einen Europameisterschaftsrekord gab es noch nicht. | Einen Europameisterschaftsrekord gab es noch nicht. | Einen Europameisterschaftsrekord gab es noch nicht. | Einen Europameisterschaftsrekord gab es noch nicht. |

### Erster Europameisterschaftsrekord
Im Wettbewerb am 8./9. September gab es den folgenden ersten Europameisterschaftsrekord:

- 8103 P – Hans-Heinrich Sievert (Deutsches Reich)

## Durchführung
Der Zehnkampf wurde nach denselben Regeln wie heute durchgeführt. Die zehn Disziplinen fanden auf zwei Tage verteilt statt.

Gewertet wurde nach der Punktetabelle von 1920.

## Ergebnis
8./9. September 1934
Vorbemerkungen zu den Punktewerten:

Zur besseren Einordnung der Leistung sind neben den offiziellen Punkten nach der Wertungstabelle von 1920 die nach dem heutigen Wertungssystem von 1985 umgerechneten Punktzahlen mit angegeben. Nach dieser heute gültigen Tabelle hätte es auf einigen Plätzen eine andere Reihenfolge ergeben. Armin Guhl wäre von Platz fünf auf den Bronzerang vorgerückt, der drittplatzierte Jerzy Pławczyk und der viertplatzierte Jānis Dimza wären um jeweils eine Position nach hinten gefallen. Aber diese Vergleiche sind nur Anhaltswerte, denn als Grundlage müssen die jeweils unterschiedlichen Maßstäbe der Zeit gelten. Am auffälligsten wird das im Stabhochsprung, bei dem damals mit ganz anderen Stäben gesprungen wurde als heute.
| Platz | Name                  | Nation             | Punkte offiz. Wert. | Punkte 1985er Wert. |  | 100 m  | Weit- sprung | Kugel- stoßen | Hoch- sprung | 400 m  |  | 110 m Hürden | Diskus- wurf | Stabhoch- sprung | Speer- wurf | 1500 m     |
| 1     | Hans-Heinrich Sievert | Deutsches Reich    | 8103 CR             | 6667                |  | 11,2 s | 7,00 m       | 14,77 m       | 1,80 m       | 49,6 s |  | 16,0 s       | 45,03 m      | 3,30 m           | 55,47 m     | 5:55,2 min |
| 2     | Leif Dahlgren         | Schweden           | 7770000             | 6490                |  | 11,8 s | 6,37 m       | 12,99 m       | 1,84 m       | 51,0 s |  | 15,8 s       | 38,83 m      | 3,30 m           | 52,60 m     | 5:46,8 min |
| 3     | Jerzy Pławczyk        | Polen              | 7552000             | 6179                |  | 11,6 s | 6,26 m       | 11,60 m       | 1,87 m       | 53,4 s |  | 17,0 s       | 39,84 m      | 3,70 m           | 50,19 m     | 5:07,8 min |
| 4     | Jānis Dimza           | Lettische SSR      | 7451000             | 6094                |  | 11,6 s | 6,84 m       | 14,81 m       | 1,87 m       | 55,8 s |  | 17,2 s       | 43,53 m      | 3,20 m           | 46,20 m     | 5:39,6 min |
| 5     | Armin Guhl            | Schweiz            | 7347000             | 6250                |  | 11,2 s | 6,95 m       | 11,96 m       | 1,84 m       | 53,4 s |  | 16,0 s       | 39,99 m      | 2,80 m           | 48,12 m     | 5:07,2 min |
| 6     | Wolrad Eberle         | Deutsches Reich    | 7153000             | 5931                |  | 11,6 s | 5,98 m       | 12,98 m       | 1,65 m       | 51,4 s |  | 19,8 s       | 38,74 m      | 3,20 m           | 58,91 m     | 4:46,7 min |
| 7     | Eletto Contieri       | Königreich Italien | 6845000             | 5888                |  | 11,6 s | 6,35 m       | 11,68 m       | 1,75 m       | 51,6 s |  | 17,6 s       | 32,66 m      | 3,00 m           | 48,79 m     | 4:45,2 min |
| 8     | Hermann Ruckstuhl     | Schweiz            | 6548000             | 5618                |  | 12,0 s | 5,84m        | 11,97 m       | 1,65 m       | 53,0 s |  | 16,4 s       | 35,90 m      | 3,20 m           | 43,77 m     | 5:05,4 min |
| 9     | Maurice Boulanger     | Belgien            | 6391000             | 5552                |  | 12,0 s | 6,28 m       | 10,81 m       | 1,65 m       | 53,0 s |  | 18,4 s       | 28,90 m      | 3,40 m           | 46,46 m     | 4:33,0 min |
| 10    | Giovanni Lux          | Königreich Italien | 6368000             | 5320                |  | 12,0 s | 5,68 m       | 12,38 m       | 1,65 m       | 57,0 s |  | 17,6 s       | 33,58 m      | 3,30 m           | 52,92 m     | 5:28,0 min |
| DNF   | Stasis Sackus         | Litauen            |                     | 2041                |  | 12,4 s | 5,91 m       | 11,13 m       | 1,50 m       | DNS    |  |              |              |                  |             |            |